# 西格里格斯鎮區 (阿肯色州范布倫縣)
西格里格斯鎮區（英語：West Griggs Township）是位於美國阿肯色州范布倫縣的一個行政鎮區。

## 地方資料
西格里格斯鎮區的面積為75.81平方千米，當中陸地面積為75.29平方千米，而水域面積為0.52平方千米。根據2010年美國人口普查的數據，當地共有人口1970人，而人口密度為每平方千米25.99人。